# Yūko Kobayashi
Yūko Kobayashi (jap. 小林 優子 Kobayashi Yūko; ur. 6 lutego 1961 w Tokio) – japońska seiyū, związana z 81 Produce. Znana jest m.in. jako głos Gary'ego Oaka (jap. Shigeru Okido) w anime Pokémon.

## Wybrane role
- Alfred Jonatan Kwak – Winnie Wana
- Dragon Ball Z – Maron
- Kidō Senshi Victory Gundam –
  - Junko Jenko,
  - Karel Massarik
- Muminki – Mymble
- One Piece –
  - Nico Robin,
  - Kyuin
- Podniebna poczta Kiki – młoda wiedźma senpai
- Pojedynek Aniołów – You Hazuki
- Pokémon –
  - Shigeru Okido (Gary Oak),
  - Sanae (Olesia)
- Ranma ½ –
  - Atsuko,
  - Anna,
  - Ling-Ling,
- Saiyuki – młody Genjo Sanzo